# Manastirița, Tărgoviște
Manastirița (în bulgară Манастирица) este un sat în comuna Popovo, regiunea Tărgoviște,  Bulgaria. 

## Demografie
Componența etnică a satului Manastirița
     Bulgari (87,87%)
     Turci (12,12%)
     Nicio identificare (0%)
     Altele (0%)
La recensământul din 2011, populația satului Manastirița era de 33 locuitori. Din punct de vedere etnic, majoritatea locuitorilor (87,87%) erau bulgari, cu o minoritate de turci (12,12%). Pentru 0,0% din locuitori nu este cunoscută apartenența etnică.